# Reepham, Lincolnshire
Reepham är en ort och civil parish i Storbritannien.   Den ligger i grevskapet Lincolnshire och riksdelen England, i den sydöstra delen av landet, 190 km norr om huvudstaden London. Reepham ligger 6 meter över havet och antalet invånare är 2 172.
Terrängen runt Reepham är platt. Runt Reepham är det ganska tätbefolkat, med 108 invånare per kvadratkilometer. Närmaste större samhälle är Lincoln, 7,0 km väster om Reepham. Trakten runt Reepham består till största delen av jordbruksmark.